# Alice Baker
Alice Baker – amerykańska scenograf filmowa.

## Filmografia
- 2000: Ocalić Nowy Jork
- 2002: Champion
- 2002: Buntownik
- 2003: Cooler
- 2003: Tracey Ullman in the Trailer Tales
- 2004: Pop Rocks
- 2004: Silver City
- 2005: I wszystko jasne
- 2007: Honeydripper
- 2008: Zaginiony diament
- 2011: Zabójczy Joe
- 2011: Paragraf 44
- 2011: Bóg zemsty
- 2012: Kula w łeb
- 2013: Zniewolony. 12 Years a Slave
- 2016: Korzenie

## Nagrody i nominacje
Za scenografię do filmu Zniewolony. 12 Years a Slave została nominowana do nagrody BAFTA, nagrody Critics’ Choice i Oscara.